# Christian Fürstaller
Christian Fürstaller (* 30. Dezember 1964 in Piesendorf, Österreich) ist ein ehemaliger österreichischer Fußballspieler und Unternehmer.

## Karriere als Spieler
Der im Jahre 1984 von Hannes Winklbauer beim FC Zell am See entdeckte und zur Austria Salzburg gelotste Christian Fürstaller gehörte zu Salzburgs Meisterelf von 1994 und 1995. Seine Position war die des Manndeckers. Ein weiterer Erfolg war der Einzug ins UEFA-Cup-Finale mit dem SV Austria Salzburg. Er beendete seine Fußballkarriere 1996.
Zwischen 1994 und 1995 spielte Fürstaller fünfmal im österreichischen Nationalteam.

## Unternehmer
Der in Piesendorf im Pinzgau aufgewachsene Fürstaller, ein gelernter Kunstschmied, Schlosser und Landmaschinenmechaniker, arbeitete ab den 1980er Jahren bis 2003 bei der Spedition von Rudi Quehenberger, seinem ehemaligen Präsidenten bei Austria Salzburg, wo er 2001 zum Vorstandsvorsitzenden bestellt und 2005 für den Business-Athlete Award 2005 nominiert wurde.
Zwischen 2005 und 2008 war Christian Fürstaller CEO der TNT Logistics Central & Eastern Europe, die seit Jänner 2007 CEVA Logistics heißt.
Christian Fürstaller ist CEO und geschäftsführender Gesellschafter der Augustin Quehenberger Group GmbH. Im Juli 2009 übernahm der frühere Fußballprofi gemeinsam mit Rodolphe Schoettel und Rudi Quehenberger LKW Augustin, eines der größten Transportunternehmen Österreichs. Das Unternehmen heißt seitdem Augustin Quehenberger Group.
Im Februar 2010 kamen die Geschäftsbereiche Road + Rail Osteuropa und das Netzwerk Österreich von der Logwin AG hinzu, die jetzt wieder Quehenberger Logistics heißen.
| Personendaten    | Personendaten                                   |
| ---------------- | ----------------------------------------------- |
| NAME             | Fürstaller, Christian                           |
| KURZBESCHREIBUNG | österreichischer Fußballspieler und Unternehmer |
| GEBURTSDATUM     | 30. Dezember 1964                               |
| GEBURTSORT       | Piesendorf                                      |